# Messiah (альбом)
Messiah — четвёртый полноформатный студийный альбом группы Steel Prophet, выпущенный в 2000 году лейблом Nuclear Blast.

## Запись
Запись альбома проходила в ноябре 1999 года в студии Silver Cloud Studios (Лос-Анджелес) при поддержке продюсера Джо Флойда и продолжалась не более недели.

## Музыка
В музыкальном плане Steel Prophet постаралась разнообразить звучание альбома, при этом основываясь на звуке 80-х годов с привнесением некоторых модных тенденций, которых, однако, практически незаметно. В композиции «Ghosts Once Past» можно слышать блэк-металические клавишные партии, что было специально задумано гитаристом Стивом Качинским.

## Лирика
Лирика композиции «Vengeance Attained», написанная под влиянием того, что многие люди оправдывают смертную казнь, повествует о человеке, которого настолько задела несправедливость, что он решает отомстить своему обидчику и наносить ему вред. Однако после этого он понимает, что этим уже ничего не исправишь и ему придётся по жизни идти с этим грузом чувства вины за нанесение вреда другому человеку. Композиция «Unseen» повествует о том, как много совершается в США вспышек насилия, а также о том как многие люди сидя у экранов телевизоров наблюдают за ними и получает некое удовлетворение. «The Ides of March» рассказывает об убийстве Юлия Цезаре в ходе мартовских ид.

## Оформление
При оформлении обложки альбома использовался эскиз художника Грега Спаленка (также оформлял прошлый релиз):

Наш друг Грег Спаленка, который оформлял Dark Hallucinations, притащил нам этот эскиз ещё задолго до записи альбома. А когда новый материал был практически готов, мы решили, что это самая подходящая картинка к нашей обложке. Она вызывает у людей интерес к личности Мессии и, возможно, поможет ответить на многие вопросы. Может ли женщина быть Мессией? Может дух менять форму и оставаться невидимым? Никто толком не может ответить на все эти вопросы, хотя время уже давно пришло, — Стив Качинский.

## Список композиций
1. The Ides of March 03:56
2. Messiah 03:58
3. Vengeance Attained 06:29
4. Mysteries Of Iniquity 05:50
5. Dawn Of Man 04:46
6. Earth And Sky 05:13
7. Goddess Arise 04:31
8. Unseen 05:23
9. 07/03/47 05:31
10. Rapture 04:49
11. Ghosts Once Past 06:34

## Участники записи
- Рик Митисян — вокал
- Стив Качинский — гитара
- Джон Понс — гитара
- Винс Дэннис — бас
- Кевин Кэфферти — ударные (сессионное участие)